# Miedniki
Miedniki [pronunciación en polaco: /mjɛdˈniki/] es un pueblo en el distrito administrativo de Gmina Uchanie, dentro del condado de Hrubieszów, voivodato de Lublin, en el este de Polonia. Se encuentra a unos 8 kilómetros al este de Uchanie, 13 kilómetros al noroeste de Hrubieszów, y 91 kilómetros al sureste de la capital regional Lublin.
El pueblo tiene una población de 213 habitantes.